# إليزابيث مانو
إليزابيث مانو (بالإنجليزية: Elizabeth Manu)‏ هي لاعبة كرة الشبكة نيوزيلندية، ولدت في 16 سبتمبر 1986 في ويلينغتون في نيوزيلندا.